# 마이기 신호장
마이기 신호장(일본어: 舞木信号場)은 일본 아이치현 오카자키시에 위치한 나고야 철도의 신호장이다. 메이테쓰 나고야 본선의 노선 중 복선의 후지카와역 ~ 메이덴야마나카 역 구간부터 단선의 마이기 검사장으로의 인입선이 분기하고 있기 때문에, 상·하행선 구간의 건널목이 있다. 이 인입선으로는 도요하시 방면으로부터 외에 출입하는 것은 없기 때문에, 나고야 방면으로 출입하는 경우, 한 번 모토주쿠역까지 행하는 것부터 돌아가는 운용으로 들어간다. 그 외에 승무원 전용 승강장이 설치되어 있다. 단순한 분기형의 신호장이며, 열차 대피는 없다.

## 역사
- 1997년 3월 : 마이기 정기 검사장 준공과 함께 개설.
- 2017년 9월 : 상행선에 있던 승무원 전용 승강장이 철거됨.

## 인접 역
| 나고야 철도 나고야 본선            | 나고야 철도 나고야 본선 | 나고야 철도 나고야 본선          |
| ---------------------------------- | ----------------------- | -------------------------------- |
| NH 09 메이덴야마나카 도요하시 방면 | ■ 나고야 본선           | 후지카와 NH 10 메이테쓰기후 방면 |